# Bernard Notin
Bernard Notin (n. 1950) es un académico y economista francés, conocido principalmente por haber suscitado una gran controversia con la publicación de un artículo acusado de legitimar las teorías negacionistas del holocausto en la revista de ciencias económicas Économie et Sociétés, en 1990.
En la actualidad es profesor en la Escuela de Relaciones Internacionales y Ciencia Política de la Universidad Autónoma de Guadalajara.

## Biografía
Nacido en 1950, Bernard Notin obtuvo dos doctorados en economía (el primero en la Universidad París-Dauphine el año 1975 y otro en la Universidad Paul Cézanne Aix-Marseille III en 1980). Después de haber enseñado durante cuatro años en Burdeos, fue nombrado profesor de economía en el Instituto de Administración de Empresas de la Universidad de Lyon-III.
En diciembre de 1989, provocó un escándalo al publicar un artículo titulado "El papel de los medios de comunicación en la vasallización nacional: ¿omnipotencia o impotencia?" en el número especial No. 32 de Économie et Sociétés sobre el tema de "La Francia vasalla", que fue considerado como "racista, antisemita y revisionista" por el medio Le Monde. Según el informe Rousso, presentado en 2004, presenta "un deseo deliberado de legitimar las teorías negacionistas".
Toma al abogado de Gilbert Collard. En julio de 1990, la sección disciplinaria de la junta directiva de la universidad le prohíbe enseñar durante un año. Separado como archivero, puede regresar a sus clases en enero de 1993, pero una manifestación le impide hacerlo. En junio del mismo año, el Consejo de Estado rompe la sanción que se pronunció contra él.
En 1994, fue transferido a la Universidad de Oujda, en Marruecos, pero este proyecto no toma forma: el director del establecimiento se niega y dice que "tiene prohibido acceder a una clase, rango, o cuerpo superior por un período de dos años". Siendo aun profesor titular, mientras no enseñaba, se mudó a Bélgica.
Luego enseñó, desde 2002, en la Universidad Autónoma de Guadalajara.

## Posiciones políticas
En 1990, se convirtió en miembro del consejo científico del partido de extrema derecha Frente Nacional (FN). Cercano a Pierre Vial, también es miembro del Grupo de Investigación y Estudio para la Civilización Europea (GRECE) y del consejo editorial de su revista teórica, Nouvelle École. Pertenece al controvertido Instituto de Estudios Indoeuropeos. Colabora con Nationalisme et République y la revista chilena Ciudad de los Césares.

## Obra

### Libros en francés
- Notin, Bernard (1989). La Révolution Française et ses paradoxes. Bordeaux: Université de Bordeaux.

### Libros en español
- Notin, Bernard (2019). Supra Clase Mundial. Vol. 1: De la oligarquía delincuente al occidentalismo. Santiago de Chile: Ediciones Ignacio Carrera Pinto.